# بين بحرين (فلم)
بين بحرين فيلم دراما مصري من إخراج أنس طلبة في أول فيلم روائي طويل له، وتأليف مريم نعوم، وسيناريو أماني التونسي، وكريم الدليل. الفيلم من بطولة يارا جبران، وثراء جبيل، وفاطمة عادل، وعارفة عبد الرسول، وحسن عبد الله، وعادل رأفت. يقدم الفيلم عدد من مشاكل المرأة المصرية من خلال بطلته «زهرة»، ومجتمعها الذي يتضمن نماذج مختلفة من نساء تعيش المعاناة، وتحاول المواصلة. فاز الفيلم بعدة جوائز، وشارك في فعاليات كثيرة يتصدرها مهرجان المركز الكاثوليكي للسينما المصرية، ومهرجان جمعية الفيلم السنوي للسينما المصرية، والمهرجان القومي للسينما المصرية، ومهرجان تازة الدولي لسينما التنوع بالمغرب، ومهرجان بروكلين السينمائي، ومهرجان أسوان الدولي لأفلام المرأة، ومهرجان السجادة الحمراء بفلسطين، ومهرجان كرامة لأفلام حقوق الإنسان بالأردن، ومهرجان الدين اليوم Religion Today بإيطاليا، ومهرجان أرهوس للفيلم العربي بالدنمارك، ومهرجان الفيلم العربي في توبنغن بألمانيا، ومهرجان موسترا دي فالنسيا بإسبانيا.
جاء الفيلم نتيجة تعاون مشترك بين المجلس القومي للمرأة، وهيئة الأمم المتحدة للمرأة، وشركة أكسير، وشركاء التنمية. صدر الفيلم إلى دور العرض في 16 أكتوبر 2019، وعرض بعد ذلك على منصة نتفليكس.
منح موقع قاعدة بيانات الأفلام على الإنترنت (IMDB) الفيلم درجة 7.3/ 10.
منح موقع قاعدة بيانات الأفلام العربية «السينما.كوم» الفيلم درجة 5.7/ 10.

## طاقم التمثيل
يارا جبران: في دور سمية
ثراء جبيل: في دو أمل (الطبيبة)
فاطمة عادل: في دور زهرة
عارفة عبد الرسول: في دور زكية (أم زهرة)
حسن عبد الله: في دور الشيخ إسلام
فكري سليم: في دور فتحي (والد الطبيبة أمل)
محمود فارس: في دور حسن أبو الدهب (زوج زهرة)
بالاشتراك مع: عادل رأفت – زيزو – أحمد عبد الهادي – تامر فؤاد – أمل عيد – أحمد عبد المولى – سعيد المغربي – محمد الحمامصي – لبنى ونس – عهد عبد المنعم.

## أحداث الفيلم
تبدأ أحداث الفيلم مع الاستعدادات الجارية لحفل زفاف الشقيقة الصغرى في أسرة فقيرة تعيش على البر الآخر لمدينة القاهرة في جزيرة الذهب، وتحضر الشقيقة الأكبر زهرة (فاطمة عادل) من طنطا حيث تقيم مع زوجها حسن (محمود فارس)، وابنتيها شهد، وشمس لحضور الحفل، والإقامة في بيت والدتها أثناء فترة الإجازة المدرسية. تحضر الحفل سمية (يارا جبران) مع أطفلها، والدكتورة (ثراء جبيل)، وينتهي الاحتفال برحيل العروس الصغيرة، والسعيدة بالفرار من سلطة الأم.
تجلس أم سعيد على باب بيتها لبيع المواد التموينية التي تتسلمها من الدولة لتعينها على مصاريف الحياة. توقظ أم سعيد ابنتها سمية وابنائها بطريقة قاسية، وتدفعها للذهاب لاحضار إفطار للبيت.
تجلس أسرة الست زكية، أو أم زهرة (عارفة عبد الرسول)، على الأرض، حول طعام الالإطار، وتخبرهم أن هناك شاب يمتلك شقة ذات غرفتين يريد أن يتزوج حفيدتها شهد، وتثور زهرة (أم شهد) وتطلب عدم مناقشة ذلك حيث ان الفتاة صغيرة، وتسعى لإكمال تعليمها لتصبح طبيبة. يترك حسن زوجته زهرة وبناتها في بيت حماته ليذهب لمحل عمله في طنطا.
تذهب سمية وأطفالها إلى بيت حماها الشيخ عبد الحميد، وهو امام مسجد الحي، لتقيم عنده حيث ان ولد الشيخ عبد الحميد، وزوجها ووالد أطفالها، يسيئ معاملتها. يطيب الشيخ عبد الحميد خاطرها، ويطلب منها إعداد الطعام له، والقيام بغسيل بعض الملابس، وأيضا تنظيف الشقة، وتعرف سمية انها ليس لها مهرب من الزوج القاسي. يسيطر الشيخ عبد الحميد على إمامة المصلين، والخطابة بالمسجد بالرغم من تعيين الشاب الأزهري، الشيخ إسلام (حسن عبد الله)، لإمامة المسجد من وزارة الأوقاف. يشترك الشيخ إسلام بالعمل في جمعية خيرية بالمنطقة لتعليم الأطفال، مع المعلمة منى التي لا تكتفي بالتدريس، ولكن أيضا بعمل وجبات جاهزة للبيع.
تجتمع الصديقات الثلاثة زهرة، وسمية، والدكتورة أمل للمرح واصطحاب الأطفال إلى الملاهي. تسير حياة أسرة زهرة بسعادة إلى أن تتفق والدتها مع زوجها على استدعاء التومرجي سيد لإجراء ختان لابنتهم شهد، بعد التخلص من زهرة بإرسالها لشراء دواء للأم. تعود زهرة لتجد ابنتها قد فارقت الحياة بسبب النزيف بعد إخفاق التومرجي سيد، وهروبه. ترفض زهرة العودة مع زوجها حسن إلى طنطا، وتقيم في بيت صديقتها الدكتورة أمل. يقوم ضابط الشرطة علي بالقبض على سيد، ولكنه يأتي بشهود إثبات وجوده في مكان بعيداً عن موقع وفاة الطفلة شهد.
تستمر معاملة زوج سمية السيئة لها مما يضطرها لهجره، والتقرب للشيخ إسلام الذي ينصحها بالعمل في الجمعية الخيرية، والاعتماد على نفسها بعيداً عن الزوج القاسي، وتستمر والدتها في أحلامها بعودة ابنها «سعيد» من الخارج ليكون سنداً لهم، ويعود الابن وقد تزوج سيدة عربية ثرية، ويتنصل من مساعدة والدته، وشقيقته التي يطلقها زوجها بعد رفضها العودة لبيته. تعود زهرة للإقامة مع والدتها بعد مرضها، واحتياجها للرعاية.
تنتهي أحداث الفيلم وسمية تعمل في الجمعية الخيرية، وتناقش الدكتورة أمل رسالة الدكتوراة، ويتقرب الضابط علي لها طمعاً في قبولها الزواج منه، وتصطحب وهرة ابنتها شمس عائدة إلى طنطا لزوجها حسن.

## استقبال الفيلم
حقق الفيلم خلال عام 2019 من شباك التذاكر مبلغ 49,008 ج.م.
كتب علوي أبو العلا في صحيفة المصري اليوم: «انطلق بين بحرين تجارياً في دور العرض المصرية، كما عُرض مرتين في سينما الزمالك، وفي سينما الهناجر بدار الأوبرا المصرية، وفي سينما معرض الكتاب الدولي، كما عُرض في مناسبة خاصة أقامها المجلس القومي للمرأة بالاشتراك مع هيئة الأمم المتحدة للمرأة في قاعة كريم بسينما زاوية، احتفالاً بانطلاقة الفيلم الناجحة في المهرجانات، فالفيلم هو نتاج تعاون مشترك بين المجلس القومي للمرأة، هيئة الأمم المتحدة للمرأة، شركة أكسير وشركاء التنمية وذلك إيماناً منهم بدور السينما الهام في تغيير الثقافة السلبية تجاه المرأة في المجتمعات المختلفة».
كتب علاء عادل على موقع البوابة نيوز: "يثير الفيلم العديد من التساؤلات وعلى رأسها "هل يتخذ الاتجاه النسوي المتحامل على الرجل بشكل متطرف قد يصل لدرجة الاضطهاد ... معظم أبطال الفيلم من النساء ... تشترك النساء جميعًا، إلا ما ندر، في هذه المجتمعات العشوائية المنغلقة في مصير واحد ليس لإحداهن يد فيه ... سيطرة النزعة الذكورية ... ليس كل رجل دين جاهل".
تسلم أنس طلبة جائزة أفضل مخرج في ختام مهرجان أسوان حيث قال: «أعمل في هذه المهنة منذ ما يقرب من 10 سنوات تقريباً، في عدة أفلام قصيرة ووثائقية، وشعرت وقت حصولي على الجائزة بأن سنين تعبي تُوّجت أخيراً بجائزة».
كتبت مروى جمال على صحيفة اليوم السابع في ذكرى احتفال العالم باليوم العالمي لرفض ختان الإناث، الذي يوافق 6 فبراير: «يُسلط الفيلم الضوء على القضايا المختلفة التي تواجه النساء، خاصة في المناطق الريفية والمهمشة وعلى رأسها مسألة ختان الإناث والحرمان من التعليم».
جاء في دليل كايرو 360: «تحفة فنية مُحكمة تجعلنا نعرف في النهاية ما هي أسباب مشاكل قطاع كبير من السيدات في مصر».

## روابط خارجية
- بين بحرين على موقع IMDb (الإنجليزية)
- بين بحرين على موقع نتفليكس (الإنجليزية)
- بين بحرين على موقع قاعدة بيانات الأفلام العربية
- بين بحرين على موقع قاعدة بيانات الفيلم (الإنجليزية)
- بين بحرين على موقع ليتربوكسد (الإنجليزية)
- بين بحرين على موقع كينوبويسك (الروسية)